# Evel Knievel

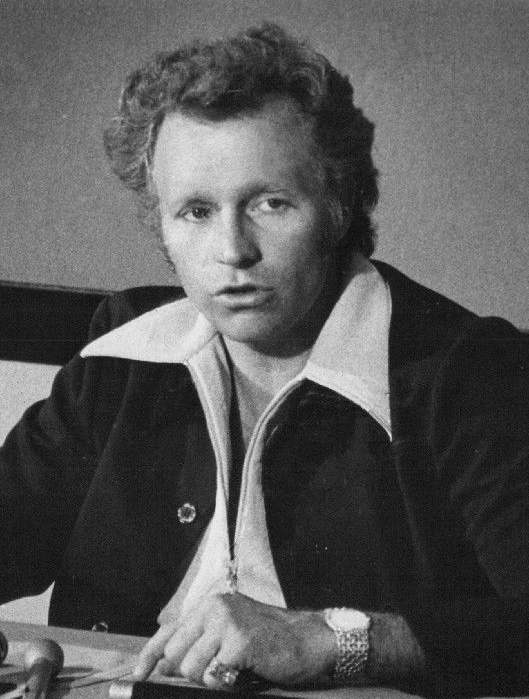
Evel Knievel (ok. 1974)

Robert Craig „Evel” Knievel, Jr. (ur. 17 października 1938 w Butte, zm. 30 listopada 2007 w Clearwater) – amerykański kaskader-motocyklista. 
Światową sławę Knievel uzyskał w latach 70. XX wieku, kiedy to specjalizował się w akrobacjach i skokach motocyklowych nad autostradami, rzędami zaparkowanych samochodów, zbiornikami wodnymi pełnymi rekinów, skrzyniami wypełnionymi jadowitymi wężami oraz przez płonące obręcze. Wiele rozgłosu przyniósł mu także skok nad kanionem rzeki Snake o szerokości 1,5 km. Po dwóch nieudanych bezzałogowych próbach obawiano się utraty sponsorów po ewentualnym odwołaniu występu i Knievel zdecydował się wystartować w przypominającym samolot pojeździe wyposażonym w napęd rakietowy. Chwilę po starcie otworzył się spadochron, który spowolnił pojazd i powoli opuścił go w dół kanionu. Knievel wylądował w rzece odnosząc jedynie lekkie obrażenia. Oficjalną wersją otworzenia się spadochronu była awaria elektroniki. Niektórzy jednak twierdzą, że Knievel przestraszył się i za wcześnie wypuścił spadochron. Wyczyn ten był transmitowany na żywo przez telewizję. 
W 2004 roku karierze Knievela poświęcony został film Ryzykant, który wyreżyserował John Badham.
Telewizja BBC zrealizowała też program Richard Hammond i Evel Knievel (2007).